# ويليام يوليوس ويلسون
ويليام يوليوس ويلسون (بالإنجليزية: William Julius Wilson)‏ هو بروفيسور وكاتب أمريكي، ولد في 20 ديسمبر 1935 في بنسيلفانيا في الولايات المتحدة.

## وصلات خارجية
- ويليام يوليوس ويلسون على موقع الموسوعة البريطانية (الإنجليزية)
- ويليام يوليوس ويلسون على موقع إن إن دي بي (الإنجليزية)